# اچ‌ام‌اس دیسکاوری (۱۸۷۴)
اچ‌ام‌اس دیسکاوری (۱۸۷۴) (به انگلیسی: HMS Discovery (1874)) یک کشتی است که طول آن ۱۶۶ فوت (۵۱ متر) می‌باشد. این کشتی در سال ۱۸۷۳ ساخته شد.